# Nepeta ucranica
Nepeta ucranica (котяча м'ята українська, котяча м'ята дрібноквіткова як Nepeta parviflora) — вид рослин з родини глухокропивові (Lamiaceae), поширений у Євразії від Болгарії до Сіньцзяну й Сибіру.

## Опис
Багаторічна рослина. Стебла прямостійні або висхідні, 17–50 см заввишки, майже гладкий або з вигнутими вгору короткими простими волосками. Черешок майже такої довжини як пластина базально й дуже короткий у верхніх листках; листова пластина яйцеподібна до ланцетоподібної або вузько ланцетоподібна, 1.5–3.5 × 1–1.8 см, найбільші на середині стебла, поверхня зверху з сіро-блакитним відтінком гола або рідко запушена, знизу блідіша, жовтувато залозиста, жили й краї запушені; верхівка гостра або тупа. Суцвіття пірамідальні, компактні, багатоквіткові, термінальні. Приквітки фіолетові, лінійні, довжиною з чашечки. Чашечка ≈ 1.1 см. Віночок блакитний, 0.9–1.2 мм, запушений. Горішки чорно-бурі, еліпсоїдні, 2.5–2.7 мм.

## Поширення
Поширений у Євразії від Болгарії до Сіньцзяну й Сибіру.
В Україні вид зростає у степах, на відслоненнях — у Лісостепу, Степу, Криму.